# Neuhof (Uckerland)
Neuhof ist ein ehemaliges Vorwerk und ein ehemaliger Wohnplatz im Ortsteil Wilsickow der amtsfreien Gemeinde Uckerland im Landkreis Uckermark in Brandenburg.

## Geographie
Der Ort liegt drei Kilometer nordwestlich von Wilsickow und fünf Kilometer östlich von Strasburg (Uckermark). Die Nachbarorte sind Groß Luckow im Norden, Blumenhagen im Nordosten, Ausbau Wilsickow im Osten, Hohen Tutow und Wilsickow im Südosten, Jahnkeshof im Süden, Louisfelde und Linchenshöh im Südwesten, Strasburg (Uckermark) im Westen sowie Ravensmühle und Wismar im Nordwesten.

## Geschichte
Die erste schriftliche Erwähnung des Ortes stammt aus dem Jahr 1757. In dieser Urkunde wurde er mit dem Eintrag Neuhoff verzeichnet.